# Artur Lundberg
Artur Martinus Lundberg, född 12 januari 1901 i Hogdals församling, Göteborgs och Bohus län, död 28 februari 1981 i Hogdals församling, Göteborgs och Bohus län, var en framstående riksspelman på fiol.
Lundberg var initiativtagare till Hogdals spelmanslag. Han tilldelades Zornmärket i guld 1977.